# Temistocle Solera
Temistocle Solera (Ferrara, 25 de desembre de 1815 - Milà, 21 d'abril de 1878) va ser un poeta i llibretista italià. També es va dedicar a la composició d'òperes i sembla que va tenir alguna experiència en la direcció d'orquestra.
Va sobreeixir molt jove com a poeta i escriptor de novel·les, després d'haver realitzat estudis literaris i musicals. Va pertànyer al moviment neogüelf.
Es va casar amb la soprano italiana Teresa Rusmini amb la qual va formar una companyia d'òpera que va actuar a Itàlia i Espanya. Entre 1840 i 1845 va compondre quatre òperes sobre llibret propi, sense obtenir èxit.
Va aconseguir la fama gràcies a la seua fructífera col·laboració amb Giuseppe Verdi, per al qual va escriure els llibrets d'Oberto, Conte di San Bonifacio (1839), Nabucco (1842), I Lombardi alla prima crociata (1843), Giovanna d'Arco (1845) i Attila (1846).
L'any 1845 es va traslladar a Espanya, treballant en diverses ciutats en el món teatral i component l'òpera La hermana de Pelayo, i un poema històric titulat La toma de Loiò. També va escriure un llibret per a Emilio Arrieta, aleshores director del Conservatori de Madrid.
En els darrers anys de la seua vida va tornar a Itàlia, implicant-se en la vida política, actuant d'enllaç entre Napoleó III i Cavour.
Va morir el dia de Pasqua de 1878, en soledat, i el funeral va tenir lloc l'endemà al Cementeri Monumental de Milà.

## Òperes
- Ildegonda (1840)
- Il contadino d'Agliate (1841) (segona versione: La fanciulla di Castelguelfo - 1842)
- Genio e sventura (1843)
- La hermana de Pelayo (1845)

### Llibrets
- Oberto, Conte di San Bonifacio (Giuseppe Verdi, 1839)
- Gildippe ed Odoardo (Otto Nicolai, 1840)
- I Bonifazi ed i Salinguerra (Achille Graffigna, 1842)
- Galeotto Manfredi (Hermann, 1842)
- Nabucco (Giuseppe Verdi, 1842)
- I Lombardi alla prima crociata (Giuseppe Verdi, 1843)
- Giovanna d'Arco (Giuseppe Verdi, 1845)
- Attila (Giuseppe Verdi, 1846)
- La conquista di Granata (Emilio Arrieta, 1850)
- La fanciulla delle Asturie (Benedetto Secchi, 1856)
- Sordello, posteriorment produïda com L'Indovina (Antonio Buzzi, 1856 i Salvador Giner i Vidal, 1870)
- Pergolese (Stefano Ronchetti-Monteviti, 1857)
- Vasconcello (Angelo Villanis; 1858)
- Una notte di festa (Angelo Villanis, 1859)
- L'espiazione (Achille Peri, 1861)
- Zilia (Gaspar Villate, 1877)